# Једначење сугласника по звучности
Једначење сугласника по звучности (или асимилација) је гласовна промена у српском језику у којој се шумни сугласници, који се разликују по звучности, једначе тако што се први сугласник из пара замењује својим парњаком који је по звучности једнак другом сугласнику из пара.
У српском језику, сугласници се према звучности деле на:
| Звучни   | б | г | д | ђ | ж | з | џ | - | - | - |
| Безвучни | п | к | т | ћ | ш | с | ч | ф | х | ц |

Звучни су и сви сонанти, али они не учествују у овој гласовној промени.

## Обезвучавање
Промена звучног у безвучни сугласник назива се обезвучавање. Примери:
- б прелази у п (врабац—врапца);
- д прелази у т (гладак—глатка);
- з прелази у с (низак—ниска);
- ж прелази у ш (троножац—троношца);
- ђ прелази у ћ (Боговађа—Боговаћки);
- џ прелази у ч (наручити—наручбина—наруџбина)
- г прелази у к (други—друкчије).

Овако измењена основа се зове обезвучена основа, а префикс се назива обезвучени префикс.

## Озвучавање
Промена из безвучног у звучни сугласник се назива озвучавање. Примери:
- п прелази у б (топ—тобџија);
- т прелази у д (сват—свадба);
- с прелази у з (сгурати—згурати);
- ш прелази у ж (за душу—задужбина);
- ћ прелази у ђ (жеђ—жеђца—жећца);
- ч прелази у џ (сведочити—сведоџба);
- к прелази у г (бурек—бурегџија).

Овако измењена основа се назива озвучена основа а префикс — озвучени префикс.
Безвучни сугласници ф, х и ц немају звучне парњаке, па гласовна промена изостаје када се они нађу испред звучног сугласника (на пример: Арифбеговић, Врхбосна, Крауцбергер); наравно, ово се не односи на ситуацију када се звучни сугласник нађе испред неког од њих, када редовно долази до промене (као што се види из неких од примера у претходном делу, на пример: разјединити се — расформирати, подлетети — потхранити, извући - исцурети).

### Одступања
- Једначење се никад не примењује на сугласничке групе дс и дш: средство, људски, одступити, подшишати.
- У некој мери ни сугласник ђ не једначи се испред с (као у примеру вођство), али овај сугласник се врло ретко налази у таквом положају па и не можемо говорити о системском правилу.
- На саставу сложеница код којих се осећа пауза између делова, једначење се не примењује (како у писању тако у изговору): политбиро, али претчас.
- Једначење се не врши уколико би се тиме добила два иста сугласника чијим би се даљим упрошћавањем дошло до неприхватљиве окрњености првог форманта: подтачка (не „поттачка“, нити „потачка“ јер би изгледало да је префикс по-), субполаран (не „супполаран“, нити „суполаран“ јер би изгледало да је префикс су-).
- У префиксима ад-, дис-, јурис-, транс- и пост- не долази до једначења: адхеренција, дисгресија, јурисдикција, трансгресија, постдипломац.
- У новијим туђицама врло често не долази до једначења: драгстор, нокдаун, брејкденс, гангстер.
- У страним властитим именима сугласници с, з, ш и ж по правилу се једначе, али ипак остају неизједначени када би њихово једначење повукло и једначење суседног сугласника: Потсдам, Питсбург (јер би једначење изазвало и претварање т у д, чиме би се добили неприхватљиви облици „Подздам“, „Пидзбург“).
- Остале сугласнике у несловенским именима властитим не треба једначити: Вашингтон, Редфорд, Тбилиси, Бриџстоун.
- Код многих словенских личних имена и њихових придева нема једначења сугласника по звучности: Кадчић, Кадчићев (за разлику од имена Качић).
- У облицима промене многих имена места такође нема једначења сугласника по звучности: Забрдац — Забрдца — Забрдцу.
- У именима предузећа исто нема једначења сугласника по звучности: Инвестбанка, Инвестбиро (мада су наведени примери такође и сложенице).
- И у придевима сложеним са префиксом без- који се налази испред придева изведених из именица страног порекла које почињу сугласником с, нема једначења сугласника по звучности: безсерифни (због значењске границе стварања паузе између префикса и основног придева).
- И код сложених презимена и географских имена код којих се осећа пауза између делова, сугласнике такође не треба једначити: Малићбеговић, Андрићград.